# Wereldkampioenschappen gravel
De wereldkampioenschappen gravel worden sinds 2022 jaarlijks georganiseerd door de Internationale Wielerunie (UCI). Naast de WK's voor elite mannen en vrouwen worden er ook diverse leeftijdsreeksen ingericht.

## Categorieën
De wereldkampioenschappen bestaan uit de volgende categorieën:
Open categorieën
- Mannen
- Vrouwen

Leeftijdscategorieën voor zowel mannen als vrouwen
- 19 t/m 34 jaar
- 35 t/m 39 jaar
- 40 t/m 44 jaar
- 45 t/m 49 jaar

- 50 t/m 54 jaar
- 45 t/m 59 jaar
- 60 t/m 64 jaar
- 65 t/m 69 jaar

- 70 t/m 74 jaar
- 75 t/m 79 jaar

Voor elke leeftijdscategorie waarin mimimaal 1 renner of rensters zich heeft ingeschreven, wordt een wereldtitel vergeven.

## Edities
| Editie | Jaar | Land          | Plaats            | Datum         | Categorieën | Categorieën | Categorieën |
| Editie | Jaar | Land          | Plaats            | Datum         | Open        | Open        | Leeftijd    |
| Editie | Jaar | Land          | Plaats            | Datum         | ME          | VE          | Aantal      |
| ------ | ---- | ------------- | ----------------- | ------------- | ----------- | ----------- | ----------- |
| 8      | 2029 | Zwitserland   | Villars-sur-Ollon |               | X           | X           |             |
| 7      | 2028 | Saoedi-Arabië | Al-'Ula           |               | X           | X           |             |
| 6      | 2027 | Frankrijk     | Haute-Savoie      |               | X           | X           |             |
| 5      | 2026 | Australië     | Nannup            |               | X           | X           |             |
| 4      | 2025 | Nederland     | Maastricht        | 11-12 oktober | X           | X           |             |
| 3      | 2024 | België        | Vlaams-Brabant    | 5-6 oktober   | X           | X           | 21          |
| 2      | 2023 | Italië        | Veneto            | 7-8 oktober   | X           | X           | 19          |
| 1      | 2022 | Italië        | Veneto            | 8-9 oktober   | X           | X           | 17          |
| Editie | Jaar | Land          | Plaats            | Datum         | ME          | WE          |             |
| Editie | Jaar | Land          | Plaats            | Datum         | Open        | Open        | Leeftijd    |
| Editie | Jaar | Land          | Plaats            | Datum         | Categorieën |             |             |

## Mannen
| Jaar | Plaats         | Goud                 | Zilver             | Brons                |
| 2022 | Veneto         | Gianni Vermeersch    | Daniel Oss         | Mathieu van der Poel |
| 2023 | Veneto         | Matej Mohorič        | Florian Vermeersch | Connor Swift         |
| 2024 | Vlaams-Brabant | Mathieu van der Poel | Florian Vermeersch | Quinten Hermans      |

## Vrouwen
| Jaar | Plaats         | Goud                   | Zilver         | Brons          |
| 2022 | Veneto         | Pauline Ferrand-Prévot | Sina Frei      | Chiara Teocchi |
| 2023 | Veneto         | Katarzyna Niewiadoma   | Silvia Persico | Demi Vollering |
| 2024 | Vlaams-Brabant | Marianne Vos           | Lotte Kopecky  | Lorena Wiebes  |

## Organisatie
De organisatie van het WK gravel is een honorarium verschuldigd aan de UCI, om het wereldkampioenschap te mogen organiseren. Voor de edities van 2024, 2025 en 2026 bedraagt het honorarium CHF 100.000 per editie + CHF 10,- per deelnemer en voor de edities van 2028, 2029 en 2030 bedraagt het honorarium CHF 150.000 per editie + CHF 10,- per deelnemer. De editie van 2027 is onderdeel van het 'Super-WK wielrennen' en kent daarom geen apart honorarium.
2022 ·
2023 ·
2024 ·
2025

Categorieën

Mannen elite · 
vrouwen elite

Baanwielrennen (1893-) · 
BMX (1986-) · 
granfondo (2011-) · 
gravelrace (2022-) · 
indoor wielrennen (1956-) · 
mountainbike (1990-) · 
mountainbike marathon (2003-) · 
para-cycling baanwielrennen (2006-) · 
para-cycling wegwielrennen (2006-) · 
trials (1987-1999) · 
urban cycling (2017-) · 
veldrijden (1950-) · 
wegwielrennen (1921-)